# Ludwig Karl Schmarda
Ludwig Karl Schmarda (1819-1908) est un naturaliste autrichien.

## Publications
- (de) Schmarda L.K., 1861. Neue Wirbellose Thiere: Beobachted und Gesammelt auf einer Reise um die Erdr 1853 bis 1857. In Turbellarien, Rotatorien und Anneliden. Leipzig, Verlag von Wilhelm Engelmann. Erster Band, Zweite Hälfte (lien).